# Phalonidia submissana
Phalonidia submissana es una especie de polilla del género Phalonidia, categorizada en la tribu Cochylini, de la subfamilia Tortricinae. Fue descrita por Zeller en 1877.
Fue publicada en Horae Soc. ent. Ross. 13: 131. Se distribuye por América del Sur: en Colombia, Bogotá.